# Edmund Heller

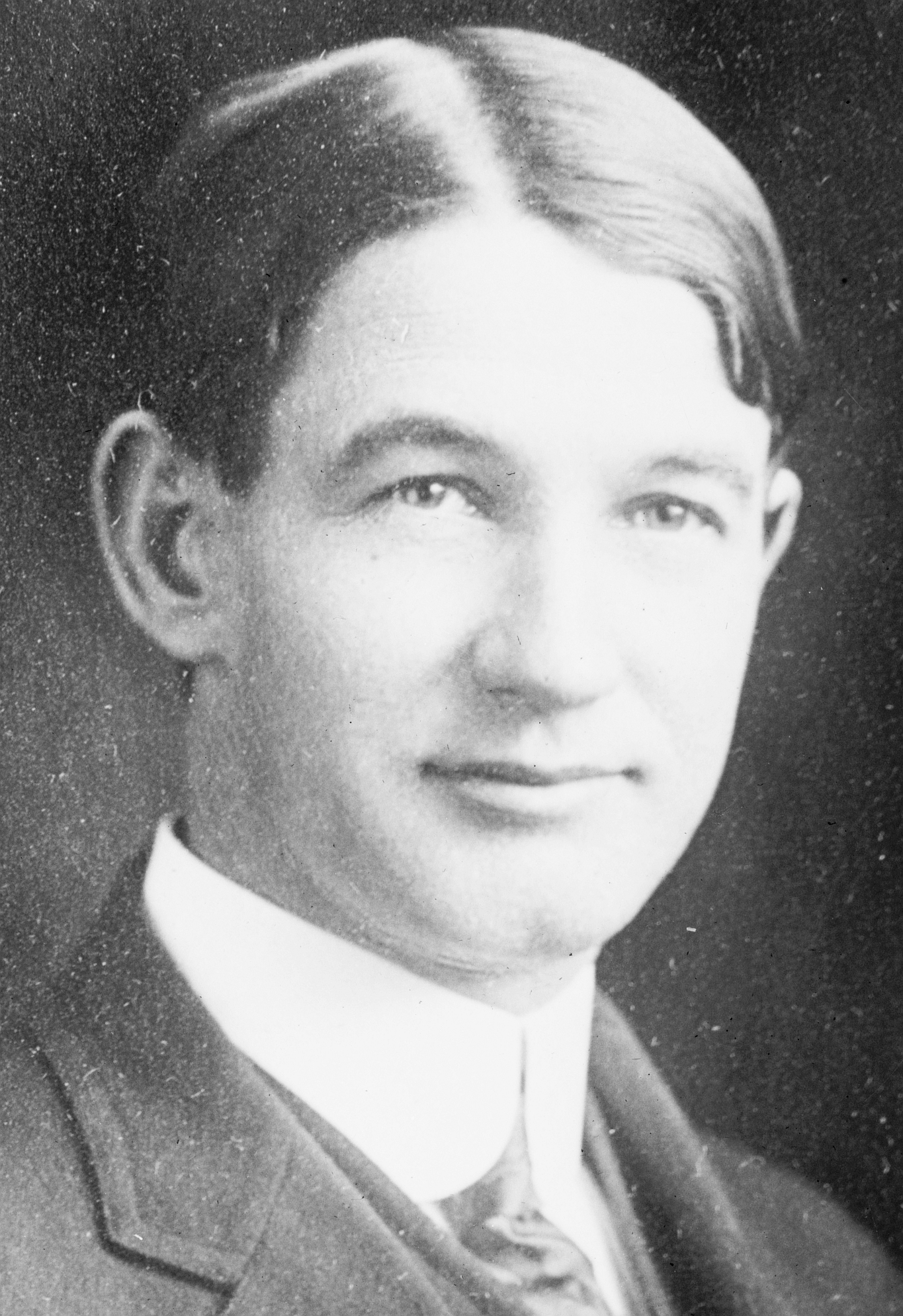
Edmund Heller

Edmund Heller (21 de mayo de 1875, Freeport (Illinois) – 18 de julio de 1939, San Francisco, California) era un zoólogo estadounidense.
Heller asistió a la Universidad de Stanford en 1896 y terminó sus estudios de zoología con un  grado de Bachelor of Arts en 1901. De 1926 a 1928 fue curador de mamíferos en el Field Museum of Natural History en Chicago. Edmund Heller fue el director del zoológico de Washington Park Zoo en Milwaukee (1928 a 1935) y el Zoológico de San Francisco en San Francisco (de 1935 a 1939). Él fue también el presidente de la AZA de 1935 a 1939. A principios del siglo XX condujo a muchas expediciones a África y en 1914 escribió el libro Life-histories of African Game Animals en colaboración con Theodore Roosevelt.
Las especies que fueron nombradas en honor de Heller incluyen la serpiente de cascabel del Pacífico Sur ( Crotalus helleri ) , el Tordo Taita (Turdus helleri) , el Schizoeaca helleri y el cactus Opuntia helleri.